# Spiros Livathinos
Spiros Livathinos (8 de janeiro de 1955) é um ex-futebolista profissional grego que atuava como meia.

## Carreira
Spiros Livathinos defendeu a Seleção Grega de Futebol, na histórica presença na Euro 1980.

## Ligações Externas
- Perfil em Fifa.com (em inglês)